# Französisches Gymnasium Berlin
Das Französische Gymnasium Berlin – oder Lycée Français – ist die älteste öffentliche Schule Berlins. Sie wurde 1689 von Kurfürst Friedrich III. von Brandenburg für die hugenottischen Flüchtlinge aus Frankreich gegründet. Das Gymnasium hat es immer geschafft, Französisch als Unterrichtssprache beizubehalten, selbst während der Zeit des Nationalsozialismus.

## Geschichte

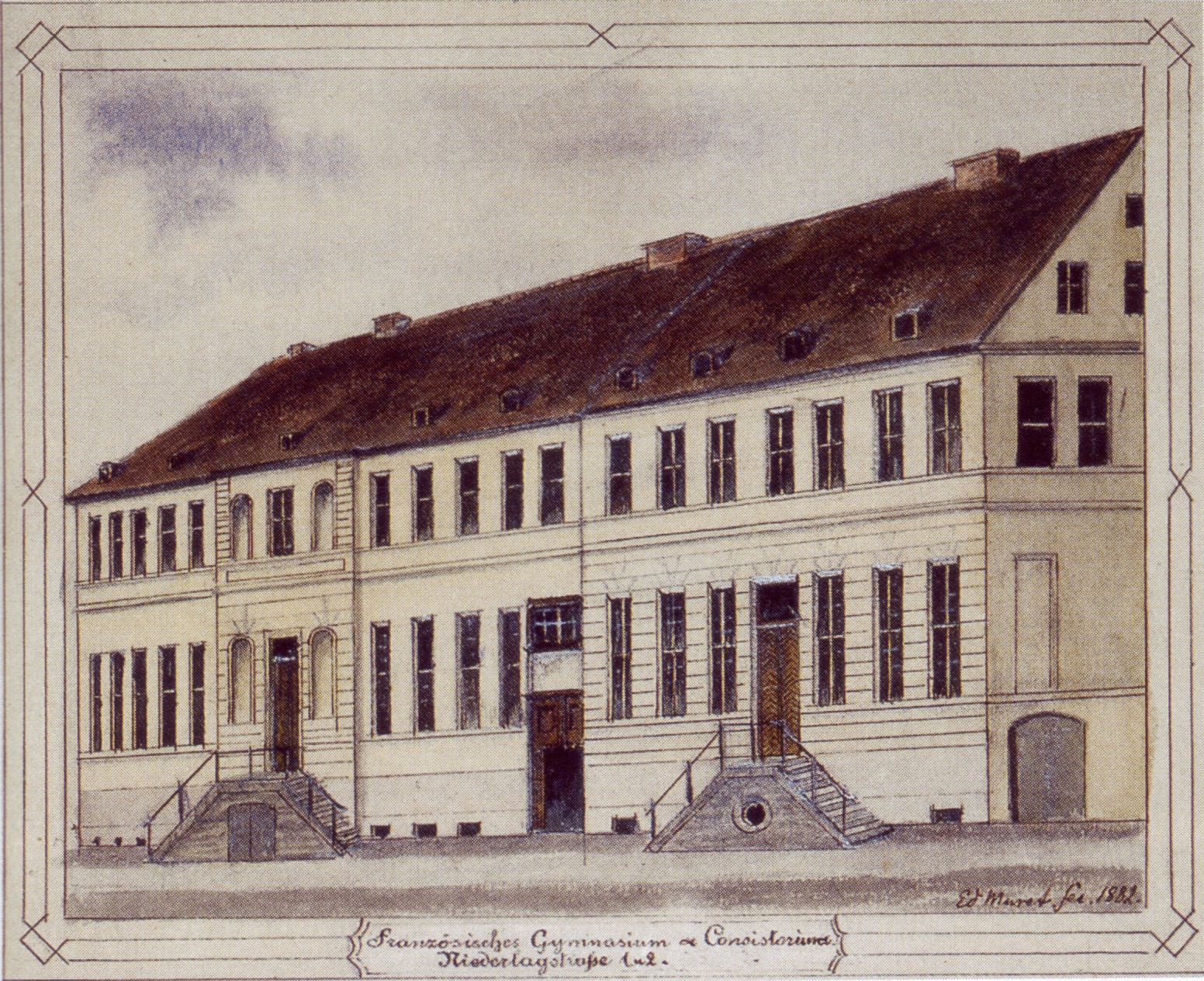
Ursprüngliches Gebäude an der Niederlagstraße in Berlin-Mitte

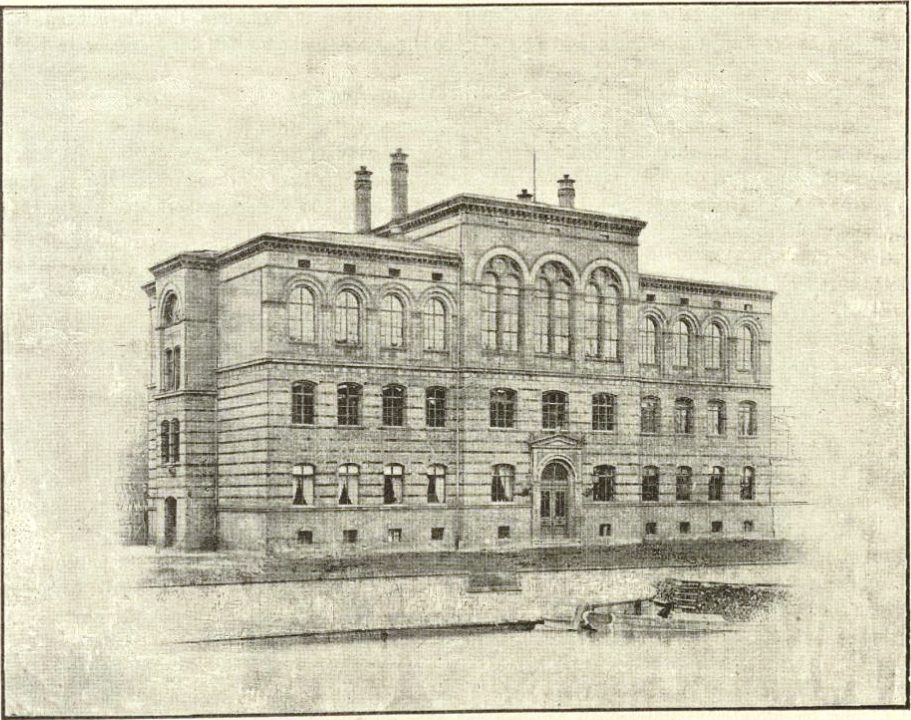
Das Französische Gymnasium von 1873, Front der Spreeseite

Das Französische Gymnasium Berlin wurde 1689 für die Kinder der auf Einladung des Großen Kurfürsten eingewanderten Hugenotten gegründet. Als Collège français wurde es unter der Leitung des französischen Richters Charles Ancillon in einem Mietshaus in der Stralauer Straße eröffnet.
Im 18. Jahrhundert konnte das Collège durch angesehene Leiter wie Jean Henri Samuel Formey (Leiter von 1737 bis 1739) oder Jean Pierre Erman (1766–1814), die manchmal Erzieher der preußischen Prinzen waren, einen engen Kontakt zur Akademie der Wissenschaften herstellen. Gegen Ende dieser Epoche wurde die alte Bibliothek der Schule, die um ein Legat des Prinzen Heinrich von Preußen bereichert wurde, eingerichtet. Die Schülerzahl nahm beträchtlich zu, von 35 im Jahre 1766 auf 208 im Jahre 1809. Das Gymnasium teilte sich von 1702 bis 1873 mit dem Französischen Rathaus von 1701 bis 1873 das Palais Wangenheim in der Niederlag-Wall-Straße (ab 1836: Niederlagstraße) auf dem Friedrichswerder in unmittelbarer Nähe zur Französischen Straße. Im Jahr 1873 bezog das Gymnasium ein auf dem Grundstück Dorotheenstraße 41 neu errichtetes Gebäude (ab 1897 mit der Adresse am Reichstagufer 6). Die Schüler waren überwiegend Kinder von Diplomaten und Geschäftsleuten. Der Anteil der Schüler jüdischer Herkunft war mit rund einem Drittel verhältnismäßig hoch.
Während der Zeit des Nationalsozialismus unterlag das Französische Gymnasium den gleichen Maßnahmen wie alle Schulen, ohne ganz das Klima der Toleranz zu verlieren. 1935 wurden auch hier alle jüdischen und 1942 auch alle sogenannten „halbjüdischen“ Schüler der Schule verwiesen. Französisch blieb Unterrichtssprache, eine gewisse Zeit lang wurden sogar Verbindungen mit Frankreich – zum Beispiel in der Form von Klassenreisen – aufrechterhalten.
Am Ende des Zweiten Weltkriegs wurde das Schulgebäude zerstört. Bereits im Mai 1945 wurde der Unterricht in Behelfsquartieren wieder aufgenommen. Nach dem Krieg gründete die französische Militärregierung eine eigene Schule in Berlin. Im Zuge der großen Politik der Zeit des Schuman-Plans bereiteten die Direktoren der beiden Schulen, Fouilleron und Hartig, seit Februar 1952 die Fusion ihrer Einrichtungen vor. Mit dem Schuljahresbeginn 1952 schlossen sich die französischen den deutschen Schülern im Gebäude am Zeppelinplatz in Wedding an; der 22. September 1952 gilt als das Datum der Fusion, die durch den Vertrag vom 24. April 1953 offiziell wurde. Im selben Jahr wurde der Unterricht im neuen, modernen Gebäude am Kurt-Schumacher-Damm in der Alliiertensiedlung Cité Pasteur aufgenommen.
Die Geschichte der folgenden Jahre ist die Geschichte einer fortschreitenden Ausgestaltung der Fusion, zum Beispiel mit dem ersten gleichzeitigen Schuljahresbeginn der deutschen und französischen Schüler 1973, der Angleichung der Schuldauer bis zum Bac und zum Abitur 1977 und der Ausdehnung der Fusion auf die letzten integrierten Fächer, Englisch und Latein. Seit 1974 residiert das Collège Français in der Derfflingerstraße (Berlin-Tiergarten). Das Gebäude entstand 1969–1974 durch den Architekten Hans-Joachim Pysall in Zusammenarbeit mit Eike Rollenhagen.

## Schulprofil

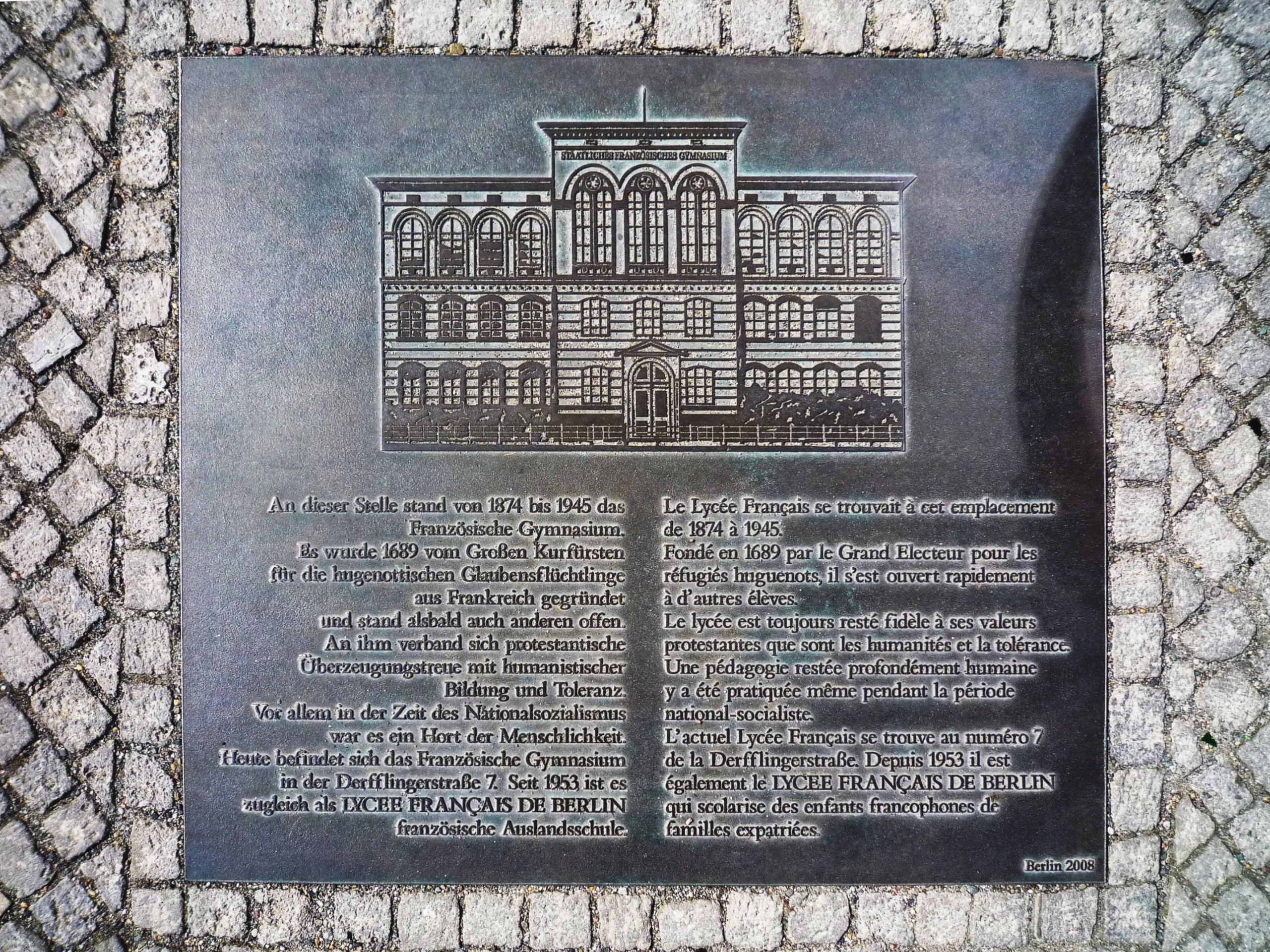
Erinnerungstafel in Höhe des früheren Standorts am Reichstagufer

Die Schule befindet sich in der Derfflingerstraße 7 im Ortsteil Tiergarten des Bezirks Mitte. Die meisten der rund 800 Schüler sind deutscher oder französischer Herkunft. Weiterhin gibt es frankophone Schüler aus etwa 25 Nationen. Der Unterricht richtet sich nach französischen Lehrplänen. Die Schüler können sowohl das Baccalauréat als auch das deutsche Abitur in französischer oder deutscher Sprache erwerben. Im Besitz der Schule sind viele Bücher aus dem 17., 18. und 19. Jahrhundert.
Der französische Staat besoldet das französische Personal, das aus 30 Lehrern besteht, und stellt Unterrichtsmaterialien zur Verfügung. Die 50 Lehrer, die der deutschen Verwaltung unterliegen, erhalten ihr Gehalt vom Land Berlin. Im Vergleich zu anderen französischen Schulen ist das Französische Gymnasium die einzige Schule, die deutschem Landesrecht untersteht.

### Journalistisches Projekt „Böser Wolf“
Die Schule engagiert sich im Rahmen des mehrfach ausgezeichneten journalistischen Projekts Grand méchant loup – Böser Wolf, bei dem die Teilnehmer dazu angeregt werden, wie Reporter zu arbeiten. Das erstellte Material wie Artikel, Reportagen, Illustrationen, Interviews und Fotos wird von der Redaktion des Bösen Wolfs oder den Schülern selbst auf die dazugehörige Website gestellt.

## Ehemalige Lehrer (chronologisch nach Geburtsjahr)
- Étienne Chauvin (1640–1725), Pastor, Philosoph und Zeitungsverleger
- Charles Ancillon (1659–1715), Jurist und Diplomat
- Johannes Sperlette (1661–1725), Philosoph
- Jean Barbeyrac (1674–1744), Hochschullehrer, Übersetzer, Rechtswissenschaftler
- Jacques Égide Duhan de Jandun (1685–1746)
- Jean Henri Samuel Formey (1711–1797), Philosoph
- Jean Pierre Erman (1735–1814), Historiker und Theologe
- Daniel Jenisch (1762–1804), Theologe
- Paul Erman (1764–1851), Physiker
- Jean Philippe Gruson (1768–1857), Mathematiker
- Christian Moritz Pauli (1785–1825), Sprachwissenschaftler
- Georg Adolf Erman (1806–1877), Physiker und Geologe
- Friedrich Wilhelm August Mullach (1807–1882), Philosophiehistoriker und Neogräzist
- Ernst Curtius (1814–1896), klassischer Archäologe und Althistoriker
- Karl Ploetz (1819–1881), Historiker und Romanist
- Hermann Ebel (1820–1875), Keltologe
- Alfred Clebsch (1833–1872), Mathematiker
- Georg Schulze (1846–1932), Philologe, Germanist und Sanskritforscher, Direktor von Ostern 1888 bis zum 1. April 1912
- Ernst Lindenborn (1891–1964), Germanist, Romanist, Seelsorger 1923–1948
- Paul Hartig (1898–1997), Romanist und Schulleiter 1952–1964
- Klaus-Dieter Kaiser (1935–2015), Historiker

## Ehemalige Schüler (chronologisch nach Geburtsjahr)
- Jean Henri Samuel Formey (1711–1797), Theologe, Philosoph und Historiker
- Johann Heinrich Michael Andresse (1756–1824), Jurist
- Joseph Wilhelm Balan (1777–1834), Jurist und Legationsrat
- Paul Ludwig Le Coq (1773–1824), Wirklich Geheimer Legationsrat, Polizeipräsident und Regierungspräsident in Berlin
- Ludwig Robert (1778–1832), Schriftsteller
- Franz Theremin (1780–1846), Theologe
- Adelbert von Chamisso (1781–1838), Naturforscher und Dichter
- Charles Frédéric Franceson (1782–1859), Romanist, Grammatiker und Lexikograf
- Ludwig Theodor Liman (1788–1820), Architekt
- Albert Gern (1789–1869), Schauspieler
- Eduard Gans (1797–1839), Jurist, Rechtsphilosoph und Historiker
- Carl Eduard Moewes (1799–1851), Politiker
- Franz von Gaudy (1800–1840), Schriftsteller
- Karl Ludwig Michelet (1801–1893), Philosoph
- Hans Adolf Karl von Bülow (1807–1869), Ministerpräsident im Herzogtum Mecklenburg-Schwerin
- Heinrich Girard (1814–1878), Geologe und Mineraloge
- Albert Friedrich Berner (1818–1907), Jurist
- Emil Heinrich Du Bois-Reymond (1818–1896), Mediziner
- Heinrich Richter (1820–1896), Schauspieler, Theaterregisseur und Hochschullehrer
- Carl Bolle (1821–1909), Naturforscher und Sammler
- Heinrich Brugsch (1827–1894), Ägyptologe
- Albrecht von Graefe (1828–1870), Mediziner, Begründer der wissenschaftlichen Augenheilkunde
- Hermann Makower (1830–1897), Jurist und Vorsitzender der Repräsentantenversammlung der jüdischen Gemeinde Berlin
- Anton von Radziwill (1833–1904), Generaladjutant Kaiser Wilhelms I.
- Max von Brandt (1835–1920), Diplomat, Ostasien-Experte und Publizist
- Petru Carp (1837–1919), Schriftsteller und Politiker
- Gustav Mützel (1839–1893), Tiermaler
- Paul Güßfeldt (1840–1920), Geologe und Abenteurer
- Wilhelm Schultze (1840–1924), Chirurg, Sanitätsoffizier und Hochschullehrer in Japan
- Johannes Eusebius Samuel Schmidt (1841–1925), Philologe
- Alfred Woltmann (1841–1880), Kunsthistoriker
- Richard Kahle (1842–1916), Schauspieler
- Edmund Prinz von Radziwill (1842–1895), Theologe, Politiker und Mönch
- Julius Falkenstein (1842–1917), Arzt und Afrikareisender
- Siegfried Isaacsohn (1845–1882), Historiker, Lehrer
- Paul Wilhelm Schmidt (1845–1917), Theologe
- Ernst von Wildenbruch (1845–1909), Schriftsteller und Diplomat
- Paul von Mühlberg (1847–1926), Generalmajor
- Kurt von Wilmowsky (1850–1941), Oberpräsident der Provinz Schleswig-Holstein
- Maximilian Graf Yorck von Wartenburg (1850–1900), Offizier, Diplomat und Historiker
- Wilhelm Erman (1850–1932), Bibliothekar und Geograph
- Henry Neßler (1851–1911), Generalmajor
- Gotthilf Weisstein (1852–1907), Journalist und Schriftsteller
- Albert Moritz Wolff (1854–1923), Bildhauer
- Adolf Erman (1854–1937), Ägyptologe
- Richard Witting (1856–1923), Jurist, Verwaltungsbeamter, Bankdirektor und Politiker
- Heinrich Erman (1857–1940), Jurist
- Hektor von Kwilecki (1859–1912), Rittergutsbesitzer und Politiker
- Maximilian Harden (1861–1927), Publizist und Schauspieler
- Friedrich Wilhelm Karl Müller (1863–1930), Orientalist
- Leo Paul Oppenheim (1863–1934), Paläontologe
- Franz von Mendelssohn (1865–1935), Bankier
- Ernst Heilborn (1867–1942), Schriftsteller
- Otto Protzen (1868–1925), Maler, Grafiker, Schriftsteller und Sportsegler
- Paul von Lettow-Vorbeck (1870–1964), Generalmajor und Schriftsteller
- Victor Auburtin (1870–1928), Journalist und Schriftsteller
- Georg Minde-Pouet (1871–1950), Germanist und Bibliothekar
- Martin Wolff (1872–1953), Jurist
- Ludwig Pincussohn (1873–1941), Biochemiker und Mediziner
- Armin von Lossow (1876–1945), Landrat
- Adolf Windaus (1876–1959), Chemiker und Biochemiker
- Edmund Landau (1877–1938), Mathematiker
- Gustav Wahl (1877–1947), Bibliothekar
- Erich Kaufmann (1880–1972), Staats- und Völkerrechtler
- Victor Klemperer (1881–1960), Literaturwissenschaftler und Schriftsteller
- Walter Mirauer (1882–1948), Chirurg und Gynäkologe
- Leonard Nelson (1882–1927), Philosoph
- Rolf Grabower (1883–1963), Steuerrechtler
- Hans Heinrich Franck (1888–1961), Chemiker und Kulturpolitiker
- Eduard Heimann (1889–1967), Wirtschafts- und Sozialwissenschaftler
- Kurt Tucholsky (1890–1935), Journalist und Schriftsteller
- Adrien Turel (1890–1957), Schriftsteller
- Erich Auerbach (1892–1957), Literaturwissenschaftler und Romanist
- Henry W. Ehrmann (1908–1994), Emigrant, deutschamerikanischer Politikwissenschaftler
- Adam von Trott zu Solz (1909–1944), Jurist, Diplomat
- Joachim Werner (1909–1994), Archäologe
- Edgar R. Rosen (1911–1994), Emigrant, deutsch-US-amerikanischer Politikwissenschaftler
- Wernher von Braun (1912–1977), Raketentechniker
- Lucien Goldschmidt (1912–1992), Emigrant, US-amerikanischer Buchantiquar
- Gottfried Reinhardt (1913–1994), Emigrant, Filmproduzent und -regisseur
- Stephen M. Kellen (1914–2004), Emigrant, Bankier und Mäzen
- Klaus-Peter Schulz (1915–2000), Politiker
- Albert O. Hirschman (1915–2012), Emigrant, Soziologe und Volkswirt
- Klemens von Klemperer (1916–2012), Historiker
- Ken Adam (1921–2016), Szenenbildner. Musste als Jude 1934 emigrieren.
- Frank Eyck (1921–2004), Historiker. Musste als Jude 1936 emigrieren.
- Lucian Freud (1922–2011), Maler. Musste als Jude 1933 emigrieren.
- John Leonard Clive (Hans Leo Kleyff, 1924–1990), Historiker. Musste als Jude 1937 emigrieren.
- Hartmut von Hentig (* 1925), Erziehungswissenschaftler
- Wolfgang Gewalt (1928–2007), Zoologe
- Klaus Krickeberg (* 1929), Mathematiker
- Michael Erbe (* 1940), Historiker
- Gerit von Leitner (1941–2025), Archäologin und Autorin
- Reinhard Mey (* 1942), Liedermacher
- Jörg-Otto Spiller (* 1942), Politiker
- Gesine Schwan (* 1943), Politikerin
- Maja Heiner (1944–2013), Sozialpädagogin
- Ulrich Roski (1944–2003), Liedermacher
- Thomas Zacharias (* 1947), Leichtathlet
- Jasmine Bonnin (* 1952), Liedermacherin
- Christian Berkel (* 1957), Schauspieler
- Dominique Horwitz (* 1957), Schauspieler und Sänger
- Heike W. Reichenwallner (* 1957), Schauspielerin
- Roswitha Schreiner (* 1960), Schauspielerin
- Uwe Fahrenkrog-Petersen (* 1960), Musiker, Komponist und Musikproduzent
- Lutz Fahrenkrog-Petersen (* 1962), Musiker, Musikwissenschaftler und Musikproduzent
- Carolin Fischer (* 1962), Literaturwissenschaftlerin
- Sylvia Geist (* 1963), Lyrikerin
- Martin Schostak (* 1965), Urologe
- Hendrik Hansen (* 1966), Politikwissenschaftler
- Hartmut Fricke (* 1967), Verkehrswissenschaftler
- Peter Fox (* 1971), Musiker
- Alexander Schnell (* 1971), Philosoph
- Marie Bierstedt (* 1974), Schauspielerin
- Raphaël Vogt (* 1976), Schauspieler
- Matthias Fekl (* 1977), Politiker
- Alexandra Maria Lara (* 1978), Schauspielerin
- Florian Knorn (* 1981), Schauspieler und Synchronsprecher
- Uchenna van Capelleveen (* 1981), Rapper
- Jay Khan (* 1982), Sänger
- David Barenboim (* 1983), Produzent und Songwriter
- Maxim Drüner (* 1984), Musiker
- Sophia Pompéry (* 1984), Konzeptkünstlerin
- Michael Barenboim (* 1985), Violinist
- Antoine Brison (* 1992), Schauspieler
- Milena Straube (* 1992), Schauspielerin